# Fiorenzo Magni

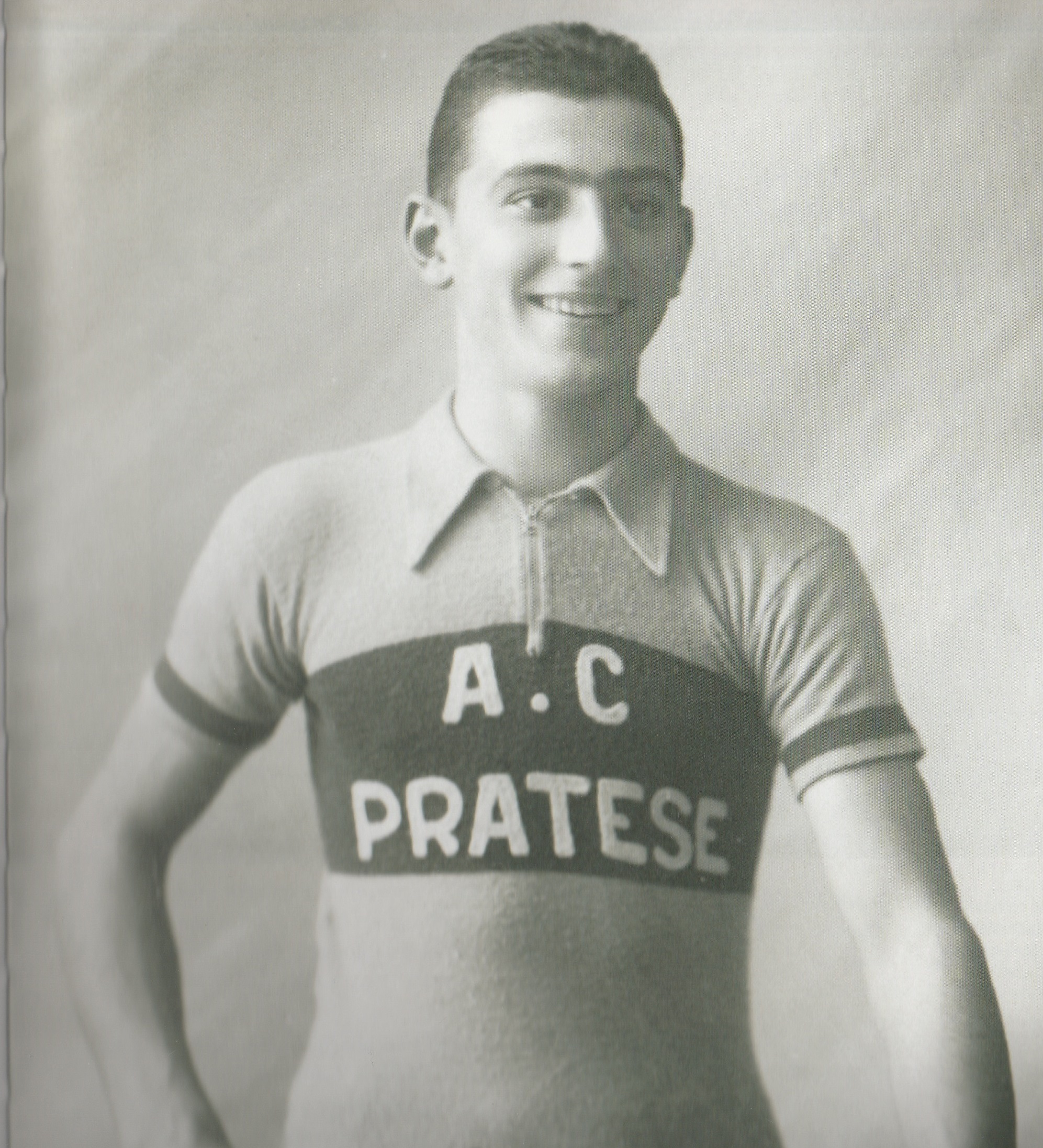
Fiorenzo Magni al 1936

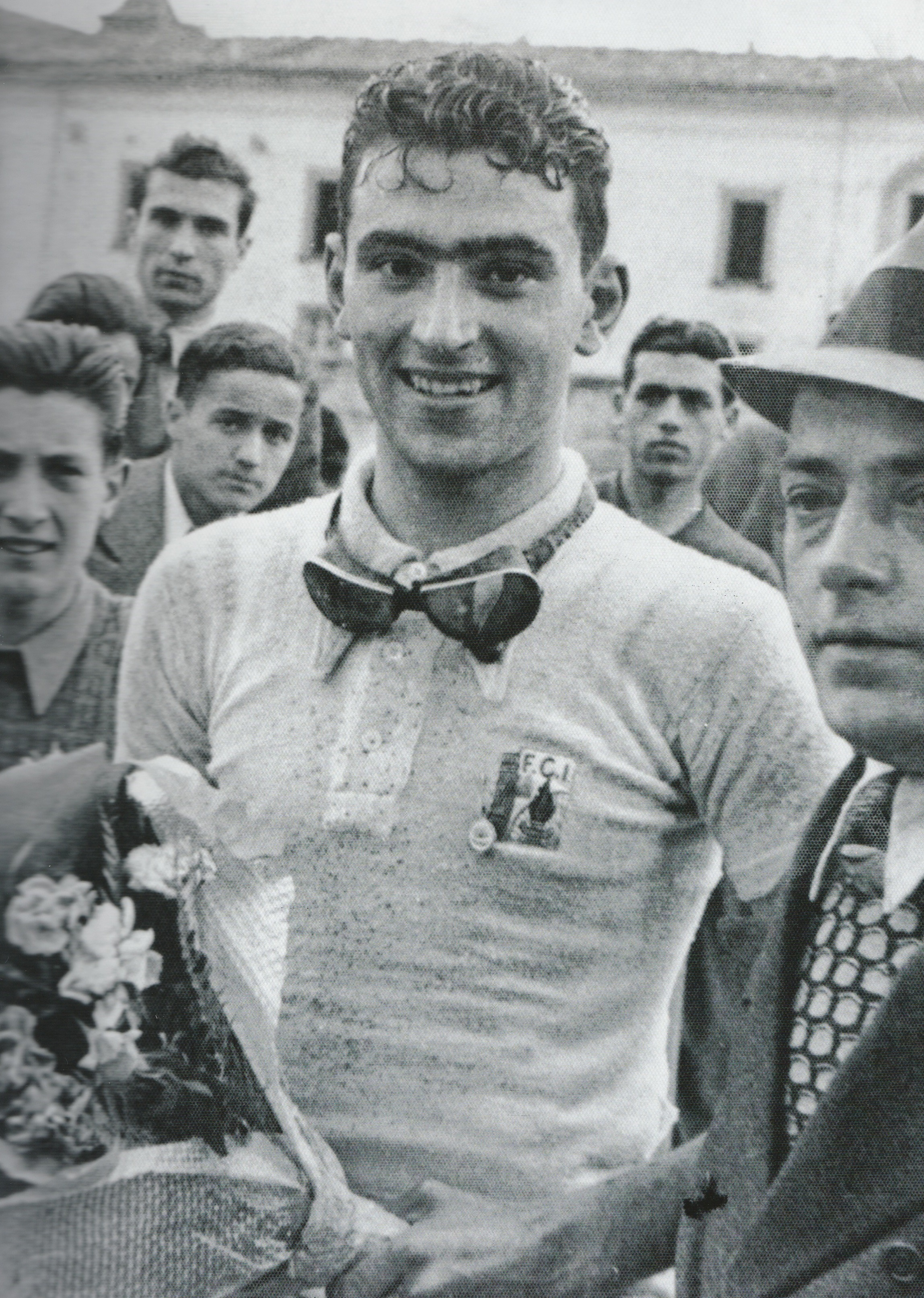
Fiorenzo Magni al 1939

Fiorenzo Magni (Vaiano, Toscana, 7 de desembre de 1920 - 19 d'octubre de 2012) va ser un dels ciclistes italians més cèlebres dels anys 1940 i 1950, el "tercer home" del ciclisme italià, rival de Fausto Coppi i Gino Bartali. Fou anomenat el lleó de Flandes per les tres victòries consecutives al Tour de Flandes.

## Biografia
De petit va haver d'interrompre els estudis per ajudar la família en la petita empresa familiar de transport. Feia els encàrrecs en bicicleta i així és com s'apassiona pel ciclisme. El 1936 debuta en la categoria aspirants al club de l'Associazione Ciclistica Pratese, i l'any següent passa a la categoria superior.

### Aficionat
Malgrat les dificultats provocades per la mort del seu pare el 1937 no abandona el ciclisme i el 1938 passa a la categoria amateur sota els colors de l'equip A.C. Montecatini Terme. El 1939 és seleccionat pels Campionats del Món sobre carretera aficionats, als quals no podrà participar per culpa de la Segona Guerra Mundial. En aquesta categoria va guanyar nombroses carreres, entre elles la Volta a la Província de Milà, el 1940.

### Professional
El 1940 es converteix en professional, però la Segona Guerra Mundial atura la progressió. Els bons resultats obtinguts el 1947 fan que sigui seleccionat pel Campionat del Món de ciclisme de Reims on acaba 4t.
El 1948 es dedica a les clàssiques del nord, guanyant en experiència. Així mateix, s'emporta el Giro d'Itàlia en la seva segona participació. Fou una victòria no exempta de polèmica, ja que tot i haver rebut una sanció de 120 segons, aquesta és considerada massa lleugera per la resta de rivals.
Aquesta victòria marca el començament d'un període d'èxits: les seves característiques d'excel·lent rodador i escalador, dotat d'una gran tenacitat, li permeten redreçar situacions aparentment desesperades. Gràcies a elles, s'emporta tres edicions del Tour de Flandes consecutives i dues edicions més del Giro d'Itàlia.
El 1951 està a punt de guanyar el Campionat del Món de ciclisme, però acaba segon, per darrere Ferdi Kübler.
Entre els seus nombrosos èxits trobem tres Giro del Piemont, tres Trofeus Baracchi i tres Campionats d'Itàlia sobre carretera.
Amb 35 anys aconsegueix guanyar el seu darrer Giro d'Itàlia, rècord vigent de ciclista amb més edat en guanyar aquesta cursa.

### Dirigent i seleccionador nacional
En retirar-se com a ciclista va convertir-se en dirigent esportiu. Va ser seleccionador nacional, president de l'Associació dels Corredors i finalment president de la Lliga Professional.
El 2004 va obtenir el Collare d'Oro al merito sportivo (mèrit esportiu) de les mans del President de la República Carlo Azeglio Ciampi.

## Palmarès
- 1942
  - 1r del Giro del Piemont
- 1943
  - 1r al Giro de la província de Milà, amb Glauco Servadei
- 1947
  - 1r del Circuit de les Tres Valls Varesines
- 1948
  -  1r del Giro d'Itàlia i vencedor d'una etapa
- 1949
  - 1r del Trofeu Baracchi (amb Adolfo Grosso)
  - 1r del Tour de Flandes
  - 1r del Giro de la Toscana
  - Vencedor d'una etapa al Tour de França
- 1950
  - 1r del Trofeu Baracchi (amb Antonio Bevilacqua)
  - 1r del Tour de Flandes
  - 1r del Bol d'Or
  - Vencedor d'una etapa al Giro d'Itàlia
  - Vencedor d'una etapa al Tour de França
- 1951
  -  Campió d'Itàlia en ruta
  -  1r del Giro d'Itàlia
  - 1r del Trofeu Baracchi (amb Giuseppe Minardi)
  - 1r del Critèrium de Bordighera
  - 1r de la Milà-Torí
  - 1r del Tour de Flandes
  - 1r del Giro de Lazio
  - 1r del Giro de Romagna
  - Vencedor d'una etapa al Tour de França
  - 2n del Campionat del Món
- 1952
  - 1r de la Roma-Nàpols-Roma
  - Vencedor de 2 etapes al Tour de França
- 1953
  -  Campió d'Itàlia en ruta
  - 1r de la Sàsser-Cagliari
  - 1r del Giro del Piemont
  - 1r de la Roma-Nàpols-Roma
  - Vencedor de 3 etapes al Giro d'Itàlia
  - Vencedor de 2 etapes al Tour de França
  - 1r al Giro del Veneto
- 1954
  -  Campió d'Itàlia en ruta
  - 1r del Giro de la Toscana
  - 1r de la Milà-Mòdena
- 1955
  -  1r del Giro d'Itàlia i vencedor d'una etapa
  - 1r del Giro de Romagna
  - 1r de la Milà-Mòdena
  - Vencedor de 3 etapes a la Volta a Espanya
- 1956
  - 1r del Giro del Piemont
  - 1r del Giro de Lazio

## Resultats al Giro d'Itàlia
- 1947. 9è de la classificació general
- 1948.  1r de la classificació general i vencedor d'una etapa
- 1950. 6è de la classificació general i vencedor d'una etapa
- 1951.  1r de la classificació general
- 1952. 2n de la classificació general
- 1953. 9è de la classificació general i vencedor de 3 etapes
- 1954. 6è de la classificació general
- 1955.  1r de la classificació general i vencedor d'una etapa

## Resultats al Tour de França
- 1949. 6è de la classificació general i vencedor d'una etapa. Porta el mallot groc durant 6 etapes
- 1950. Abandona (12a etapa). Vencedor d'una etapa. Porta el mallot groc durant 1 etapa
- 1951. 7è de la classificació general i vencedor d'una etapa
- 1952. 6è de la classificació general i vencedor de 2 etapes. Porta el mallot groc durant 2 etapes
- 1953. 15è de la classificació general i vencedor de 2 etapes

## Resultats a la Volta a Espanya
- 1955. 13è de la classificació general i vencedor de 3 etapes. 1r de la classificació per punts